# 241362 Nesiotites
241362 Nesiotites este o planetă minoră (asteroid) din centura de asteroizi. A fost descoperită pe 18 decembrie 2007 la  de Observatorul Astronomic din Mallorca⁠(d). 
Obiectul prezintă o orbită caracterizată de o semiaxă mare de 3,0731035156707 UAi, o excentricitate de 0,064515852582212, o înclinație de 9,9883867333344 ° în raport cu ecliptica.